# People mover
Con il termine people mover (o automated people mover, APM), o navetta automatica, s'intende un sistema di trasporto pubblico di ridotta estensione, automatico e dotato di sede propria (il tracciato è quindi completamente separato dagli altri sistemi di trasporto e dal traffico, sia pedonale che automobilistico); appartiene alla categoria dei sistemi ettometrici.

## Caratteristiche
È impiegato per servizi "da punto a punto" per collegare tra loro, ad esempio, terminal aeroportuali o altre infrastrutture (ad esempio ospedali) alla rete metropolitana.
I people mover possono essere costruiti con diverse tecnologie:
1. People mover del tipo funicolare: infrastrutture perlopiù sopraelevate costituite da veicoli con ruotine di gomma circolanti su piastre generalmente di acciaio, con trazione a fune e guidati da un posto centrale[3]. Sono quindi funicolari con profilo longitudinale per lo più pianeggiante (e quindi non necessitanti delle tecnologie connesse a superare forti dislivelli) e con ruote gommate e non ferroviarie.
2. People mover del tipo monorotaia a sella: infrastrutture perlopiù sopraelevate costituite da veicoli con ruotine di gomma circolanti su piastre generalmente di acciaio, con trazione elettrica e guidati da un posto centrale. I veicoli viaggiano sopra l'infrastruttura ricoprendone anche parte dei lati.

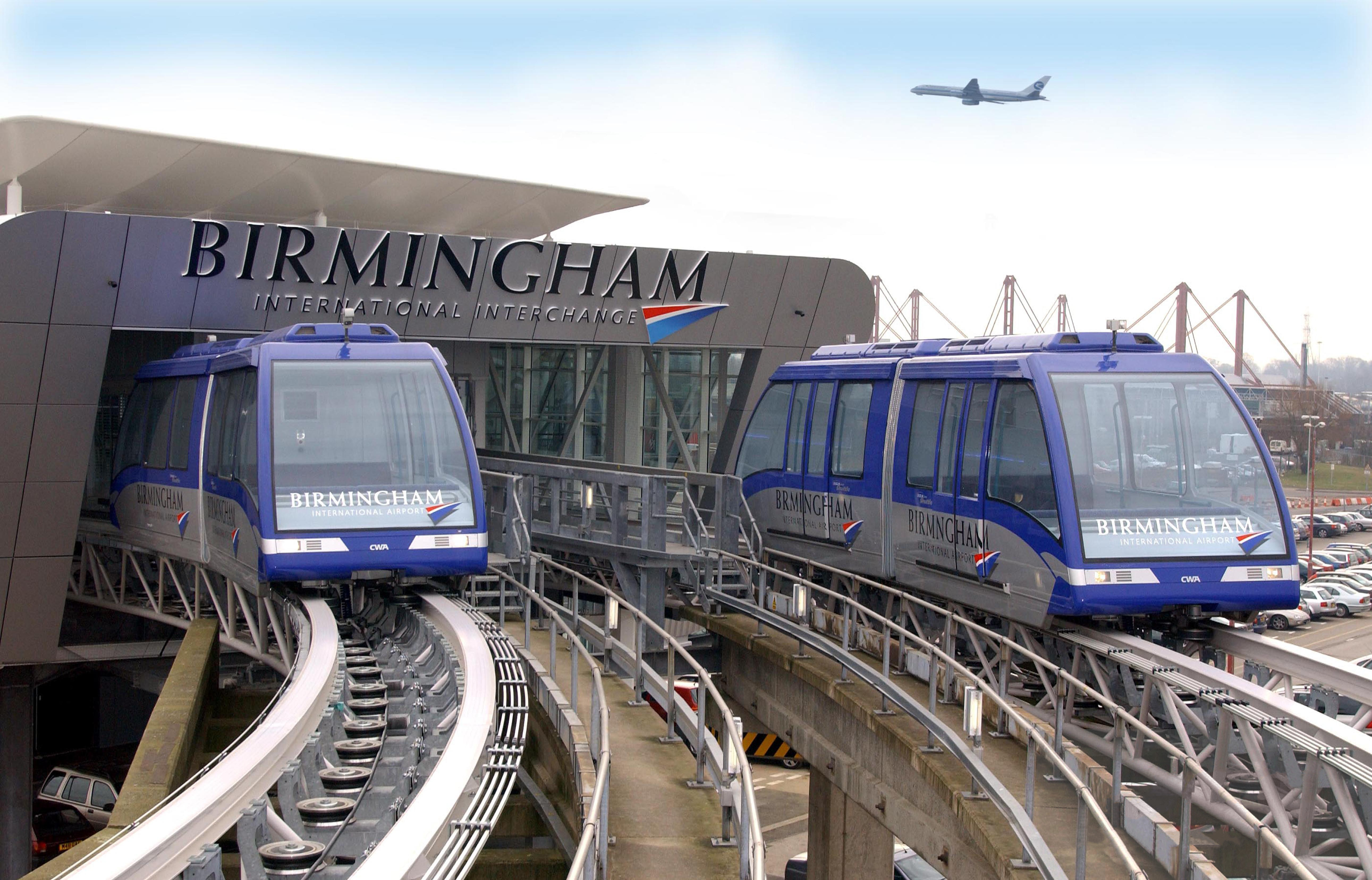
People mover del tipo funicolare in funzione all'Aeroporto di Birmingham
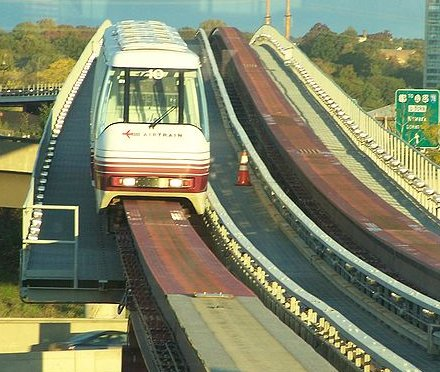
People mover del tipo monorotaia in funzione all'Aeroporto Internazionale di Newark
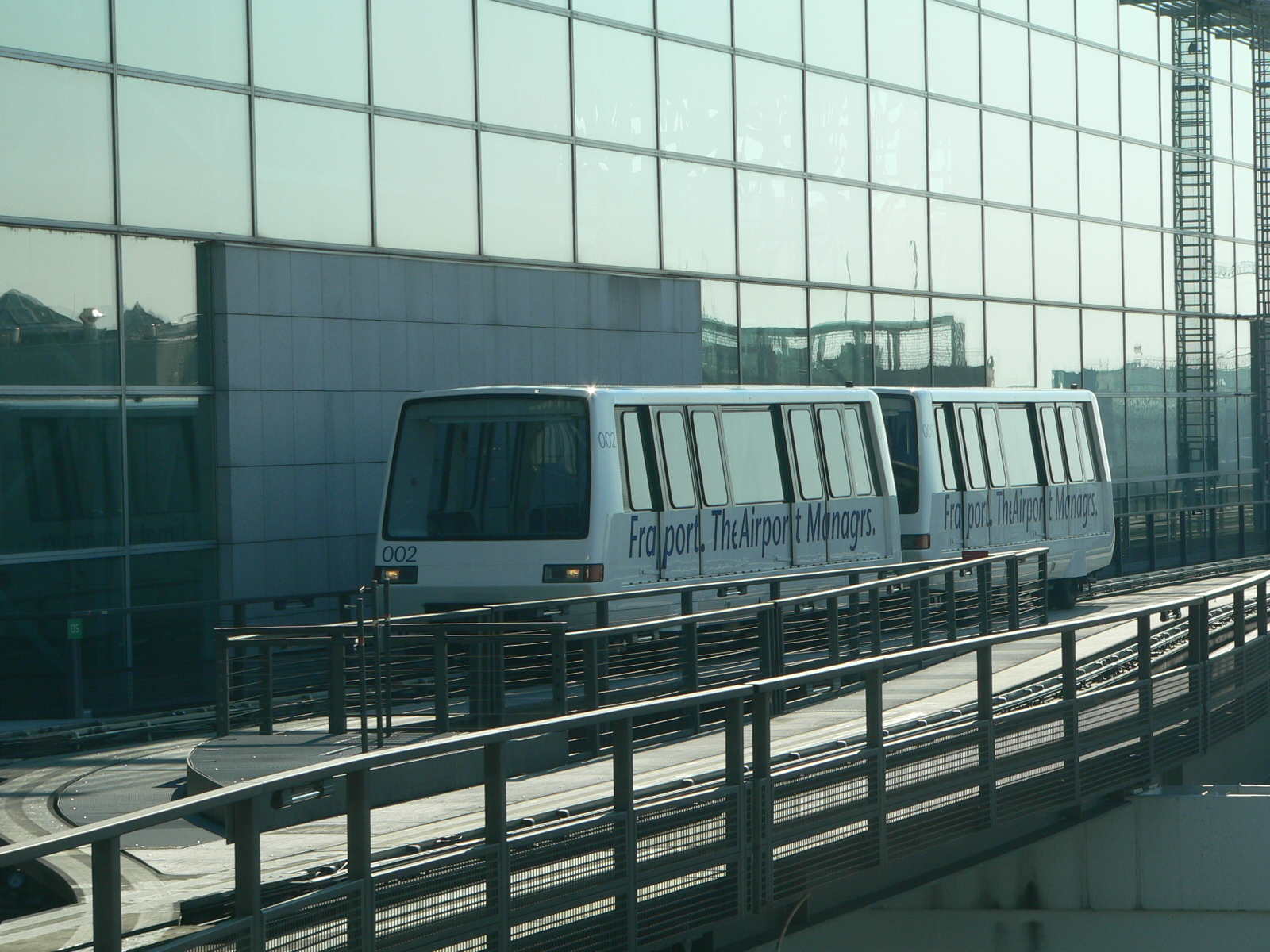
People mover monorotaia all'Aeroporto di Francoforte sul Meno

Queste tecnologie possono essere usate anche per scopi diversi da quello di trasporto pubblico a breve raggio.
In tutti i modi, le tecnologie usate possono anche essere diverse da quelle sopra descritte (purché la tecnologia preveda convogli automatici), in quanto con il termine people mover si fa riferimento al servizio effettuato e non alla tecnologia. Altre tecnologie usate sono le ferrovie sospese (come lo Skytrain) o la tecnologia VAL.

## People mover in Italia

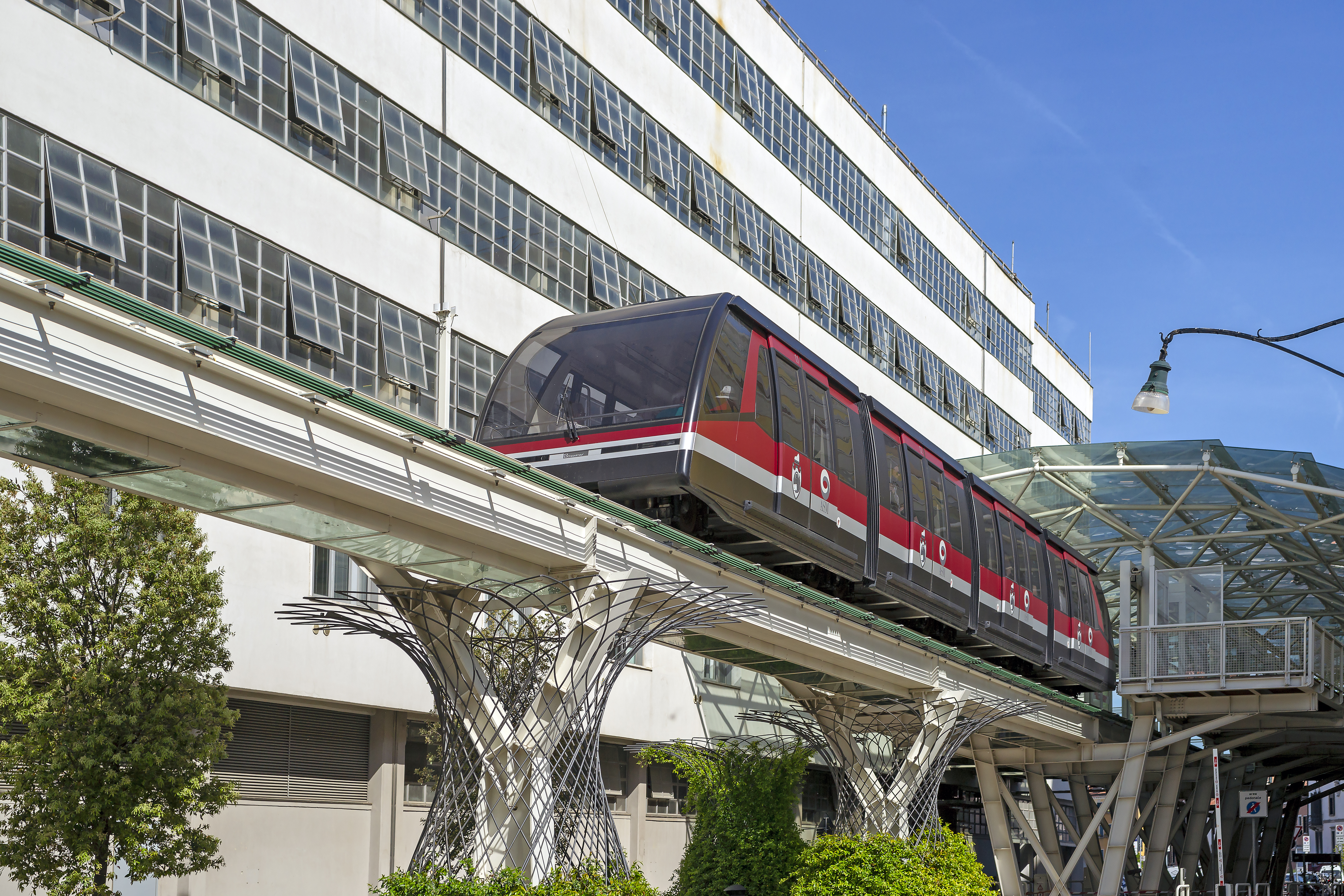
People Mover di Venezia
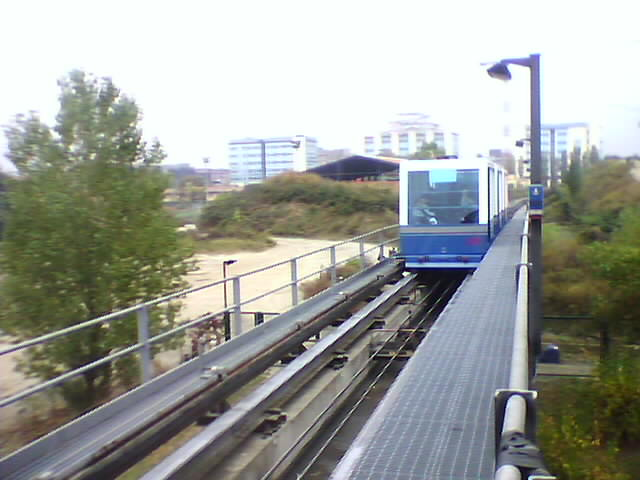
People mover di Milano
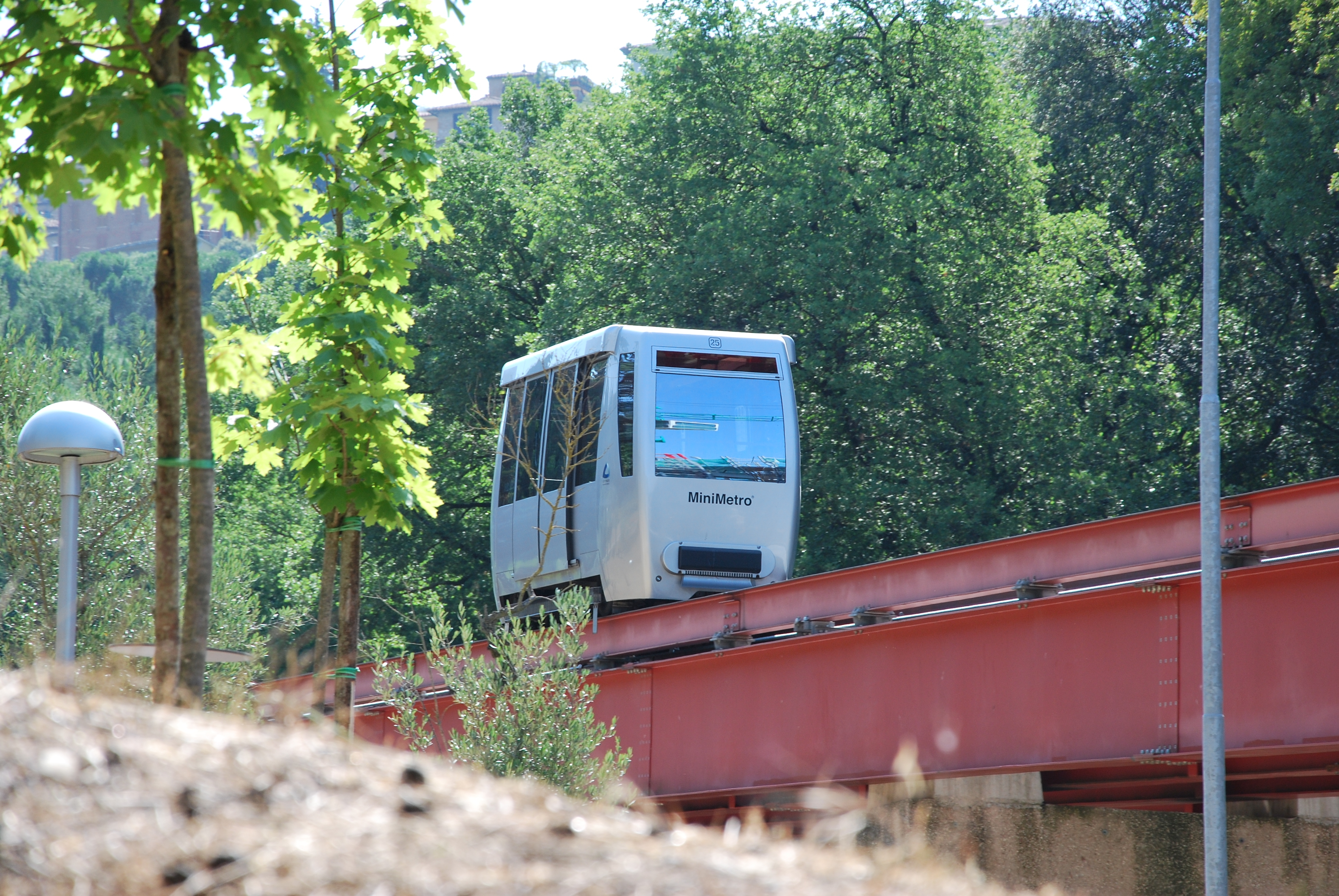
Minimetrò di Perugia
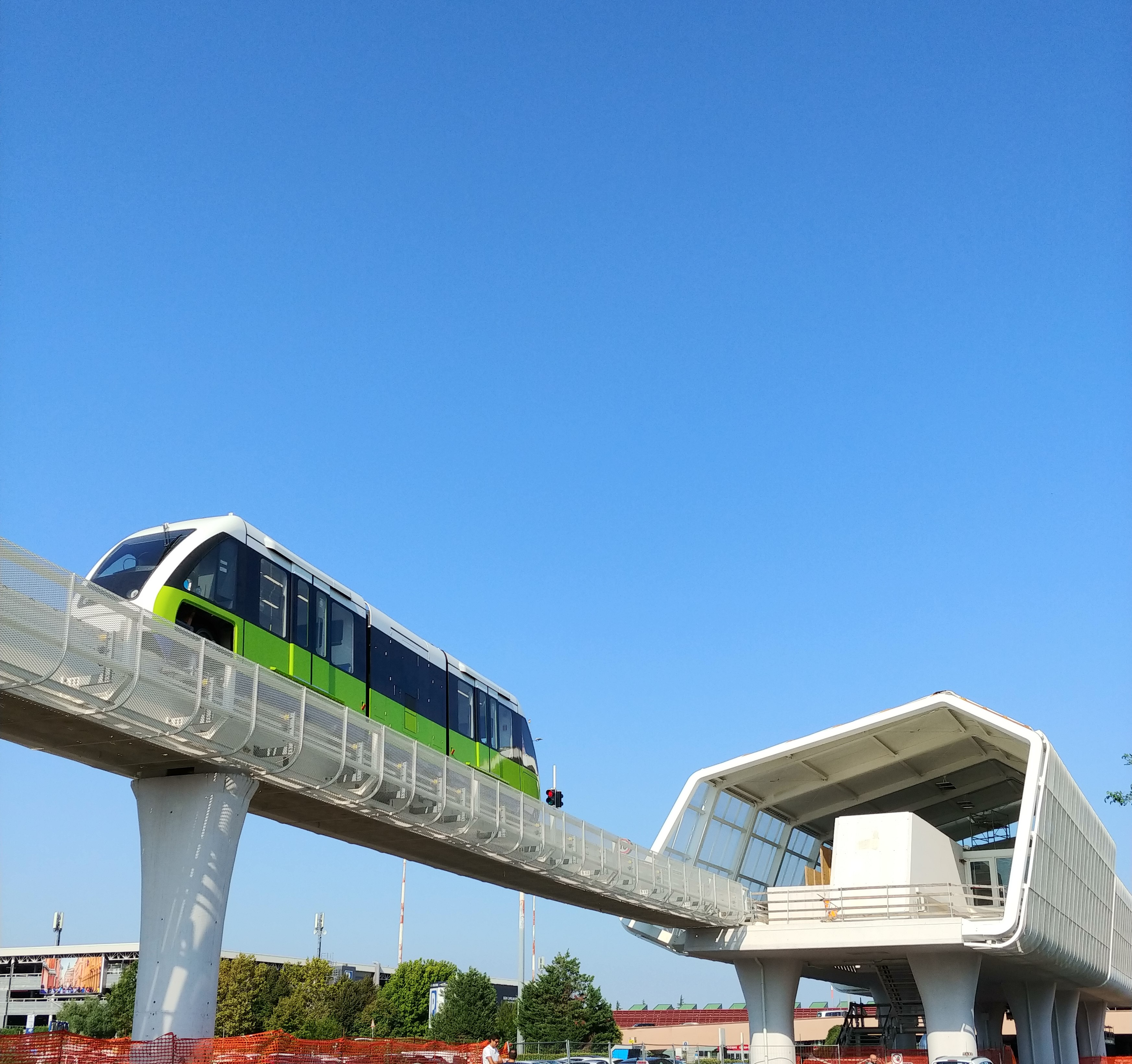
Marconi Express di Bologna
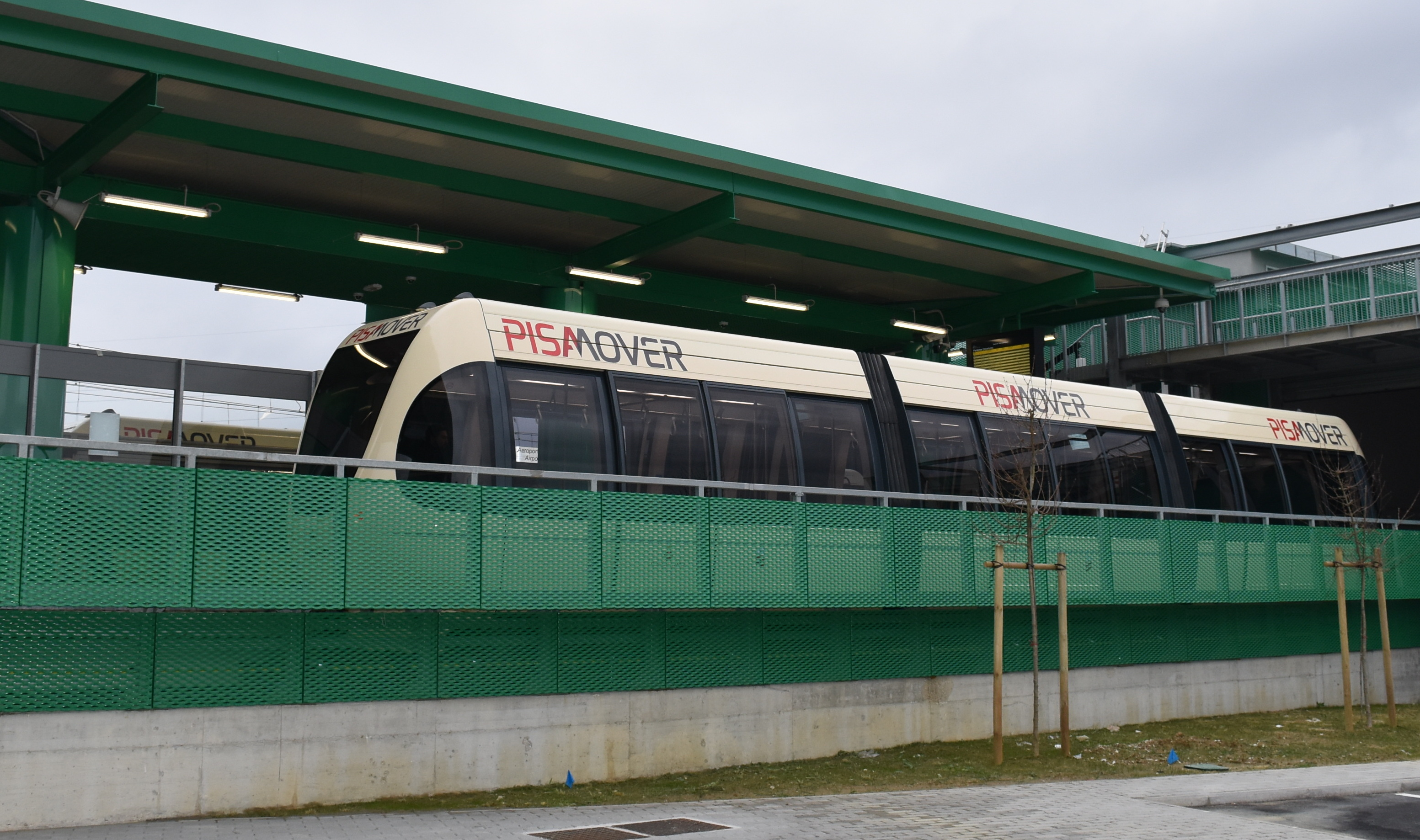
Pisa Mover di Pisa